# 32200 Seiicyoshida
32200 Seiicyoshida è un asteroide della fascia principale. Scoperto nel 2000, presenta un'orbita caratterizzata da un semiasse maggiore pari a 3,1566704 UA e da un'eccentricità di 0,2026777, inclinata di 14,97073° rispetto all'eclittica.